# 서재필 (배우)
서재필은 대한민국의 영화 배우, 연극 배우이다.

## 이력
1993년 연극배우 첫 데뷔하였다.

## 출연작

### 연극
- 2011년 연 - 윤석우 역
- 블링블링
- 말괄량이 길들이기
- 해피투게더
- 외로워도슬퍼도
- 소년공화국

### 뮤지컬
- 평강온달전
- 두 번째 태양
- 싱글즈
- 나래 조선에서 왔습니다
- 2007년 스트리트 가이즈

### 영화
- 2000년 공포택시
- 2000년 아나키스트 - 괴짜 역
- 2021년 강릉 - 경포파 태식 역